# Armistead T. Mason
Armistead T. Mason (Louisa megye, 1787. augusztus 4. – Maryland, 1819. február 6.) az Amerikai Egyesült Államok szenátora (Virginia, 1816–1817).